# Michael McClure

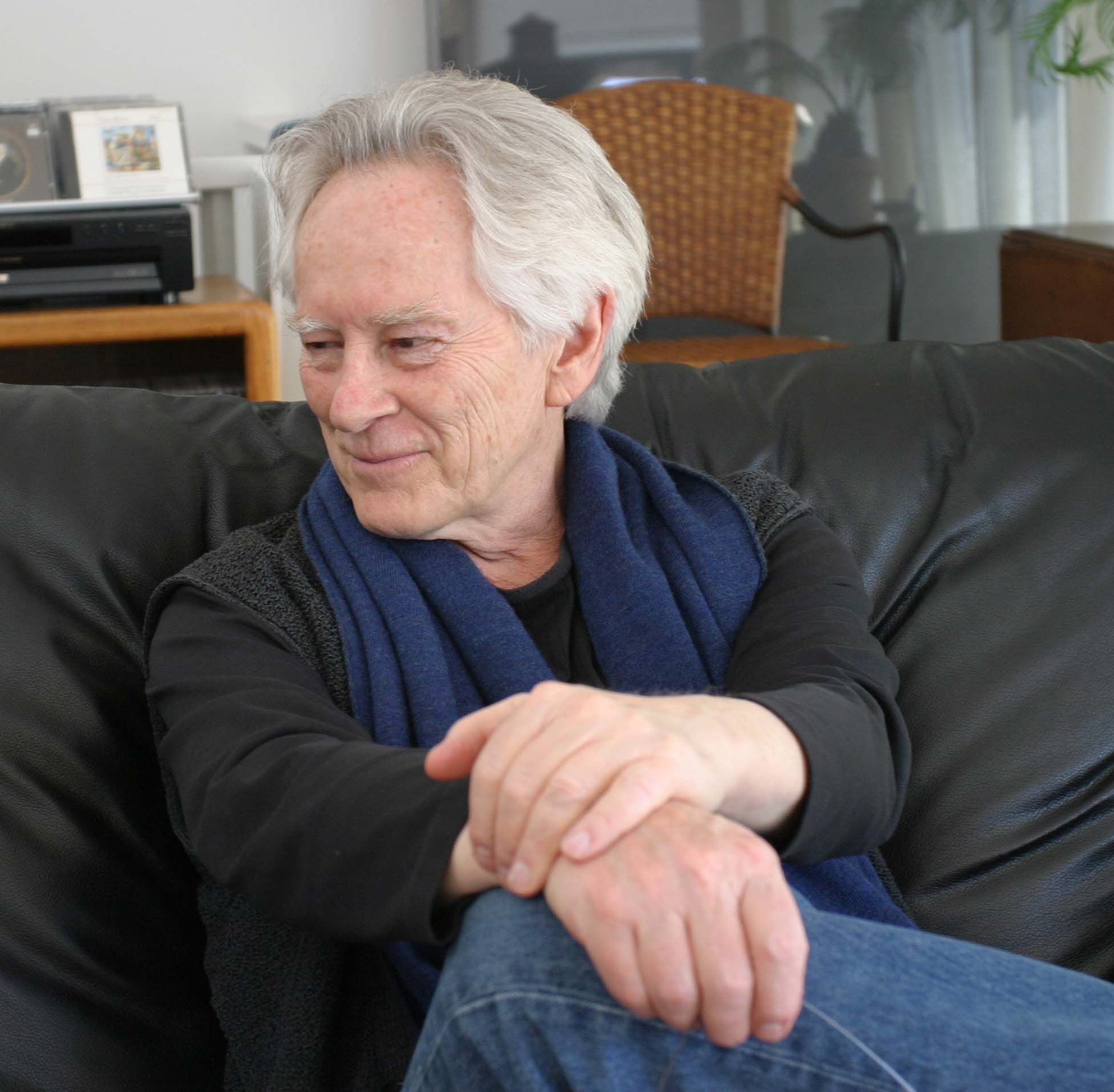
Michael McClure (2004)

Michael McClure (* 20. Oktober 1932 in Marysville, Kansas; † 4. Mai 2020 in Oakland, Kalifornien) war ein amerikanischer Lyriker, Schriftsteller und Dramatiker.

## Leben
McClure zog schon in jungen Jahren nach Seattle und entwickelte ein Interesse an der Natur, das sich auch oft in seinen poetischen Werken widerspiegelt. Mit seinem Umzug nach San Francisco 1955 erlebte er gewissermaßen einen Schock, und er musste sein Naturempfinden anpassen.
McClure war einer der Fünf (darunter auch Allen Ginsberg mit „Howl“), die 1955 am Six Gallery reading teilnahmen. McClure las sein Werk „For the Death of 100 Whales“ vor, das seine Naturverbundenheit zeigt und sich für den Schutz der Wale engagiert. Zusammen mit Gary Snyder, Philip Whalen und Lawrence Ferlinghetti wird er zur San Francisco Renaissance und den späten Autoren der Beat Generation gezählt.
McClure entwickelte auch eine musikalische Ader. Gemeinsam mit Bob Neuwirth ist er der Autor des Songs Mercedes Benz, den Janis Joplin sang. Mit The Doors war McClure eng verbunden. Jim Morrison bat ihn 1968 um ein Treffen, nachdem er The Beard gelesen hatte. Aus der Abneigung in den ersten Augenblicken entwickelte sich schnell ein Gespräch. McClure bestärkte Morrison später darin, seine eigenen Gedichte zu veröffentlichen. Auch mit dem Organisten der Doors, Ray Manzarek, verband ihn eine langjährige Freundschaft und nach 1988 auch eine wiederholte Zusammenarbeit unter anderem bei Spoken-Word-Projekten. Nach seinem Theaterstück The Beard, das in den USA mehrfach zur Festnahme der Darsteller führte, drehte Andy Warhol 1966 einen gleichnamigen Film.
Auf Deutsch sind lt. Angabe in der DNB zwischen 1970 und 2010 insgesamt 16 verschiedene Titel mit Werken von McClure erschienen.
Michael McClure starb im Mai 2020 im Alter von 87 Jahren zu Hause in Kalifornien an den Spätfolgen eines Schlaganfalls.

## Werke
- Passage (1956)
- For Artaud (1959)
- Hymns to St. Geryon and Other Poems (1959)
- The New Book/A Book of Torture (1961)
- Dark Brown (1961)
- Meat Science Essays (1963)
- The Blossom; or Billy the Kid (1964)
- The Beard (1965)
- Poisoned Wheat (1965)
- Unto Caesar (1965)
- Love Lion Book (1966)
- Freewheeling Frank. Secretary of the Angels (mit Frank Reynolds, 1967)
- The Sermons of Jean Harlow and the Curses of Billy the Kid (1968)
- Hail Thee Who Play (1968)
- Muscled Apple Swift (1968)
- Little Odes and The Raptors (1969)
- Star (1970)
- The Mad Cub (1970)
- The Adept (1971)
- The Mammals - includes The Feast, The Blossom; or, Billy the Kid, and Pillow (1972)
- The Book of Joanna (1973)
- Solstice Blossom (1973)
- Rare Angel (1974)
- A Fist-Full (1956–57) (1974)

## Auftritte Film (Auswahl)
- 1982: Poetry in Motion
- 1985: Kerouac, the Movie
- 1986: What Happened to Kerouac?
- 1997: No More to Say & Nothing to Weep For: An Elegy for Allen Ginsberg 1926–1997
- 1999: The Source
- 2000: The Third Mind
- 2006: Breaking the Rules – Across American Counterculture
- 2008: One Fast Move or I’m Gone: Kerouac’s Big Sur
- 2009: Ferlinghetti: A City Light